# Sully Prudhomme
Sully Prudhomme - pravo ime René François Armand Prudhomme, (16. ožujka 1839. – 7. rujna 1907.), francuski književnik iz doba parnasovstva, pokreta koji je htio obnoviti eleganciju romantizma u francuskoj poeziji. Godine 1901. bio je prvi čovjek koji je dobio Nobelovu nagradu za književnost.
Prudhomme je prvobitno studirao da postane inženjer, no zbog očne bolesti morao je odustati i prikloniti se filozofiji i poeziji. Dok je pisao poeziju izjavio je da mu je cilj stvoriti znanstvenu poeziju za moderna vremena. Iako su karakterni bile iskrene i melankolične, njegovo djelo predstavljalo je i vlastite karakteristike. 